# Arduino nyelv
Az Arduino Massimo Banzi és más alapítók alkotása. Ez egy olcsó mikrovezérlős kártya (board), ami még a kezdők számára is lehetőséget biztosít bonyolult és összetett elektronikai szerkezetek megvalósítására. Az Arduinót hozzá lehet kapcsolni mindenféle égőhöz, motorhoz, szenzorhoz és egyéb eszközökhöz. A programozási nyelve rendkívül könnyen tanulható. Arduinót használva építhető interaktív kijelző, mozgó robot, hangszervezérlő klaviatúra vagy bármi más, amit el lehet képzelni.

## Szoftver
Az Arduino IDE egy kereszt-platformos Java nyelven írt fejlesztőkörnyezet, amely segítségével Arduino programokat készíthetünk, tesztelhetünk, majd az Arduino Board-okra tölthetjük. Az induláshoz a fejlesztőeszköz több mintaprogramot tartalmaz, amelyek segítségével egyszerűen megtanulhatjuk, hogyan tudunk LED-eket villogtatni, fényerőt szabályozni, vagy a számítógéppel kommunikálni USB-n keresztül. Az Arduino programokat egy C/C++ alapú programozási nyelven írhatjuk, így az ezeket a nyelveket ismerők könnyen kiismerhetik magukat a környezetben. Az IDE-hez tartozik a "Wiring" nevezetű C/C++ programkönyvtár, amellyel egyszerűen végezhetjük el a leggyakoribb input/output műveleteket.

## Szintakszis
A nyelv a C nyelvből ered, attól kevés dologban különbözik. Az alábbiakban főként ezeket az eltéréseket részletezzük.
A programok három fő részre bonthatóak: struktúra (vezérlési szerkezetek), értékek (változók és konstansok) és függvények.

### Struktúra
- setup() {...}: a mikrovezérlő indulásakor, egyszer fut le, az indításért felel.
- loop() {...}: végtelenségig (a mikrovezérlő kikapcsolásáig) ismétlődik, a folyamatos működést vezérli.

#### Vezérlési szerkezetek
A C nyelvvel azonosak az if, for, switch, do ... while, break, continue, return parancsok. Arduinoban használható a goto is.
A kommentek, a #define és a #include is a C-vel azonosak.

#### Pointer hozzáférési operátorok
A C-vel azonosan használható:
- *: nem-hivatkozás operátor
- &: hivatkozás operátor

### Változók

#### Konstansok
- HIGH | LOW: logikai értékek (magas/alacsony, igaz/hamis)
- INPUT | OUTPUT | INPUT_PULLUP: láb (pin) üzemmódjai (bemenet, kimenet, felhúzott bemenet)
- LED_BUILTIN: beépített LED-ek
- true | false: igaz/hamis
- integer constants: egész konstansok (pl. 2)
- floating point constants: tört konstansok (pl. 3.14)

#### Adattípusok
A legtöbb adattípus megegyezik a C-belivel:
- void
- boolean
- char
- unsigned char
- byte
- int
- unsigned int
- word
- long
- unsigned long
- short
- float
- double
- string = char array
- String = object
- array

#### Konverzió
- char()
- byte()
- int()
- word()
- long()
- float()

#### Változók hatásköre és megszorítások
- variable scope
- static
- volatile
- const

#### Segédprogramok
- sizeof(): adott változó mérete bájtban
- PROGMEM

### Függvények

#### Digitális I/O
- pinMode(): beállítja egy pin (láb) módját (kimenet/bemenet)
- digitalWrite(): igaz/hamis (HIGH/LOW) értéket állít egy lábra
- digitalRead(): beolvassa egy lábon lévő bejövő logikai értéket

#### Analóg I/O
- analogReference()
- analogRead(): beolvassa egy lábon lévő bejövő analóg értéket, számként
- analogWrite(): PWM jelet állít be egy lábra

#### Due & Zero only
- analogReadResolution()
- analogWriteResolution()

#### Haladó I/O
- tone()
- noTone()
- shiftOut()
- shiftIn()
- pulseIn()

#### Idő
- millis()
- micros()
- delay()
- delayMicroseconds()

#### Matematika
- sin(), cos(), tan()
- min(), max()
- abs()
- constrain()
- map()
- pow()
- sqrt()

#### Karakterek
- isAlphaNumeric()
- isAlpha()
- isAscii()
- isWhitespace()
- isControl()
- isDigit()
- isGraph()
- isLowerCase()
- isPrintable()
- isPunct()
- isSpace()
- isUpperCase()
- isHexadecimalDigit()

#### Véletlenszámok
- randomSeed()
- random()

#### Bitek és byte-ok
- lowByte()
- highByte()
- bitRead()
- bitWrite()
- bitSet()
- bitClear()
- bit()

#### Külső megszakítások
- attachInterrupt()
- detachInterrupt()

#### Megszakítások
- interrupts()
- noInterrupts()

#### Kommunikáció
- Serial
- Stream

#### USB (32u4 alapú boards-ok és Due/Zero only)
- Keyboard
- Mouse

## Mintaprogram
A következő program egy egyszerű Arduino program, amely egy csatlakoztatott LED-et kapcsol be és ki csatlakoztatott nyomógomb segítségével.
```
/*

* Nyomogomb

*/

int
 
ledPin
 
=
 
9
;
     
// LED Pin9-re kötve 

int
 
inputPin
 
=
 
2
;
   
// nyomógomb Pin 2-re kötve

int
 
val
 
=
 
0
;
        
// a nyomógomb állapotát tároló változó

void
 
setup
()
 

{

    
pinMode
(
ledPin
,
 
OUTPUT
);
    
// a LED-hez tartozó láb kimenet

    
pinMode
(
inputPin
,
 
INPUT
);
   
// a nyomógombhoz tartozó láb bemenet

    
digitalWrite
(
ledPin
,
 
LOW
);
  
// LED kikapcsolása

}

void
 
loop
()

{

    
val
 
=
 
digitalRead
(
inputPin
);
    
// nyomógomb  állapotának lekérdezese

    
if
 
(
val
 
==
 
HIGH
)
 
// ha a nyomógomb nincs lenyomva

    
{
 

        
digitalWrite
(
ledPin
,
 
HIGH
);
 
// LED bekapcsolása

    
}
 

    
else
 
// különben

    
{

        
digitalWrite
(
ledPin
,
 
LOW
);
  
// LED  kikapcsolása

    
}

}

```

## Kapcsolódó oldalak
- https://www.arduino.cc/en/Main/AboutUs
- https://www.arduino.cc/en/Main/FAQ
- http://www.circuitstoday.com/story-and-history-of-development-of-arduino
- https://arduinohistory.github.io/
- http://www.ladyada.net/learn/arduino/